# Motiva Enterprises Port Arthur Raffinerie
Die Motiva Enterprises Port Arthur Raffinerie ist eine Erdölraffinerie in Port Arthur (Texas) in den Vereinigten Staaten. Mit einer Erdölverarbeitungskapazität von mehr als 630.000 bbl/d ist sie derzeit die größte Raffinerie in Nordamerika. Die Raffinerie wird von Motiva Enterprises LLC, einem ehemaligen Joint Venture zwischen Shell Oil und Saudi Aramco und nach Verkauf der Shell-Anteile nun eine 100%ige Tochtergesellschaft von Saudi Aramco, betrieben.

## Geschichte

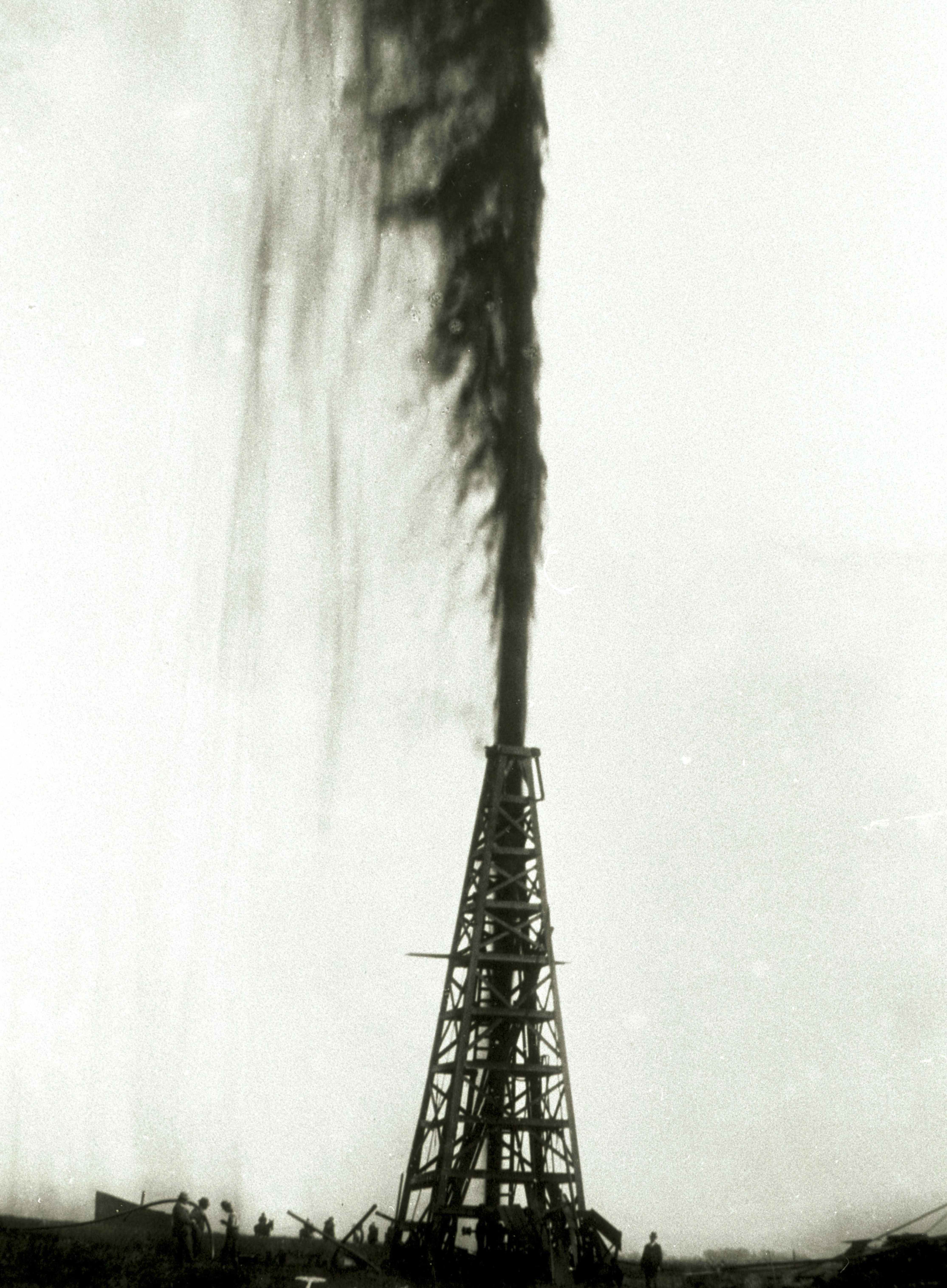
Der Lucas Gusher bei Spindletop, Texas (1901)

Die geschichtliche Entwicklung der Port Arthur Raffinerie begann am 10. Januar 1901 mit dem sogenannten Lucas Gusher, einem unkontrollierter Austritt von Erdöl aus einen Bohrloch bei Spindletop südlich von Beaumont (Texas). Mit diesem Ereignis wurde der texanische Ölboom (Texas oil boom) eingeläutet und mehrere Ölkonzerne, darunter Gulf Oil und The Texas Company (gegründet 1901, später Texaco) beteiligten sich an der Förderung und Weiterverarbeitung des Erdöls aus den Spindletop-Lagerstätten. Am 18. Februar 1902 erwarb die frisch gegründete Texas Company ein Grundstück mit einer Fläche von etwa 0,1 km² und begann mit dem Bau der ersten Raffinerie des Konzerns in Port Arthur. Das Unternehmen erwarb außerdem mehrere Öltanks und errichtete eine Pipeline von Spindletop nach Port Arthur, um Rohöl in der Raffinerie weiterzuverarbeiten. Das Ladeterminal in Port Arthur wurde am 29. September 1902 eröffnet. Am 13. November 1903 nahm die Port Arthur Raffinerie unter der Texas Company den Betrieb auf. Zu dieser Zeit bestand die Raffinerie aus zwei 1000 Barrel Rohöldestillationsanlagen, zwei Anlagen zur Herstellung von Asphalt, einer Säureanlage, einem Fasshaus, einer Maschinenhalle und einem kleinen Bürogebäude. Bereits im Jahre 1904 verarbeitete die Raffinerie etwa 318.364 Barrel Rohöl. Zu Beginn fokussierte sich Texas Company auf die Herstellung von Heizöl in Port Arthur, erst Ende 1904 begann die Produktion von Benzin und Kerosin. Im selben Jahr arbeiteten 89 Mitarbeiter in der Raffinerie. Als im Jahre 1905 der lokale Markt weitestgehend übersättigt war, entschloss sich das Unternehmen, mit dem Export der Produkte, vorwiegend nach Europa, zu beginnen. In Antwerpen (Belgien) wurde dazu am 29. September 2005 ein entsprechendes Terminal eröffnet. In den folgenden Jahren wurde die Port Arthur Raffinerie stetig erweitern und um neue Gebäude sowie Produktionsanlagen ergänzt. Dies führte dazu, dass Ende des Jahres 1910 die Gesamtfläche der Raffinerie auf etwa 2 km² anstieg und sich die Zahl der Mitarbeiter auf 392 erhöhte. 1910 wurden bereits mehr als 1,6 Millionen Tonnen Rohöl verarbeitet. In den Folgejahren wurde in Port Arthur von R. C. Holmes und F. T. Manley ein kontinuierliches Verfahren zur thermischen Spaltung von Rohöl (thermal cracking) in der Flüssigphase entwickelt. Im Jahr 1918 wurde die erste experimentelle Anlage in den Vereinigten Staaten auf Basis dieses Verfahrens in Betrieb genommen, wodurch die Menge an Kraftstoff, die aus einem Barrel Rohöl erzeugt wurde, deutlich erhöht werden konnte. Nach weiteren Verbesserungen nahm schließlich am 8. Februar 1920 die erste kommerzielle Anlage ihren Betrieb auf. Bis 1927 wurden insgesamt 74 dieser Einheiten in Betrieb genommen, wodurch die Kraftstoffausbeute von anfänglich 24,2 % auf etwa 61,5 % gesteigert werden konnte. Ende 1920 arbeiteten bereits 3223 Mitarbeiter auf dem bereits 18,7 km² großen Raffineriegelände. Durch weitere Verbesserungen aus Ausbau der Kapazitäten wurden 1940 etwa 35.214.000 Barrel Rohöl verarbeitet. Nach dem Angriff der Japaner auf Pearl Harbor am 7. Dezember 1941 wurden zahlreiche neue Anlagen gebaut, um die Kriegsindustrie und das Militär mit Treibstoffen und anderen chemischen Materialien zu versorgen. Die 1936 gebaute Polymerisationsanlage 1 wurde im Zeitraum von 1942 bis 1943 in eine Anlage zur Herstellung von Cumol, einem wichtigen Kraftstoffzusatz für Flugbenzin, umfunktioniert. Im gleichen Jahr wurde die Isomerisierungsanlage fertiggestellt. Die Alkylierungsanlage 2 begann die Produktion im April 1943, im Oktober 1943 folgte die Alkylierungsanlage 3. Die traditionellen Verfahren zur thermischen Spaltung von Rohöl bekamen mit der Entwicklung des Fluid Catalytic Cracking (FCC) in den 1940er Jahren zunehmend Konkurrenz. Zusammen mit Kellogg, Universal Oil Products (UOP) und der Standard Oil Company of New Jersey entwickelte die Texas Company dieses bedeutende Verfahren weiter. In Port Arthur wurde die erste FCC-Anlage am 3. März 1944 in Betrieb genommen, die zweite folgte am 10. April. Die erzeugten Butylene wurden von Port Arthur aus zur Neches Butane Products Co. transportiert, welche daraus das für synthetischen Gummi wichtige Vorprodukt 1,3-Butadien herstellte. Nach dem Zweiten Weltkrieg fokussierte sich die Produktion der Raffinerie verstärkt auf Otto- und Dieselkraftstoffe für die Bevölkerung. 1959 änderte The Texas Company seinen Namen in Texaco. In den weiteren Folgejahren wurde die Kapazität der Raffinerie stetig ausgebaut.
Am 1. Januar 1989 erwarb Saudi Refining Inc., eine Tochtergesellschaft von Saudi Aramco, 50 % der Anteile von Texaco an der Port Arthur Raffinerie. Das unter dem Namen laufende Joint Venture Star Enterprise beinhaltete ebenfalls die zwei anderen Texaco-Raffinerien in Convent (Louisiana) und Delaware City. Am 1. Juli 1998 wurde die Port Arthur Raffinerie Teil eines Joint Venture mit dem Namen Motiva Enterprises LLC und gehörte zu 32,5 % Texaco, 32,5 % Saudi Aramco und zu 35 % Shell Oil. Im Jahr 2001 übernahm Chevron die Anteile von Texaco unter Gründung des neuen Unternehmens Chevron-Texaco. Am 13. Februar 2002 verkaufte Chevron-Texaco seine Anteile an die Shell Oil Company, wodurch diese nun zusammen mit Saudi Aramco in einem 50:50 Joint Venture an Motiva Enterprises LLC beteiligt war. Im März 2016 wurde das Joint Venture zwischen Shell und Saudi Aramco auf Auflösungskurs gebracht und die Port Arthur Raffinerie wurde zum 1. Mai 2017 vollständig von Saudi Aramco übernommen. Der Name des Joint Ventures Motiva Enterprises LLC wurde jedoch von Saudi Aramco weitergeführt, wodurch die Raffinerie in Port Arthur bis heute als Motiva Enterprises Port Arthur Refinery agiert.

### Motiva Port Arthur Crude Expansion Project (CEP)
Am 31. Mai 2012 wurde das 10 Milliarden US-Dollar teure Erweiterungsprojekt der Motiva Port Arthur Raffinerie vorgestellt. Mit dem Bau und der Inbetriebnahme einer neuen 325.000 bbl/d Rohöldestillation (crude distillation unit, CDU) konnte die Kapazität von anfänglich 285.000 bbl/d auf 600.000 bbl/d angehoben werden. Durch Debottlenecking und Optimierung der Anlagen erreicht die Raffinerie heute eine Kapazität von etwa 636.500 bbl/d und ist damit die größte Erdölraffinerie der Vereinigten Staaten.

## Produkte und Anlagen
Die Motiva Enterprises Port Arthur Raffinerie betreibt die folgenden Anlagen:
| Prozessanlage               | Kapazität in Barrel pro Tag (bbl/d) |
| --------------------------- | ----------------------------------- |
| Atmosphärische Destillation | 635.000                             |
| Vakuumdestillation          | 332.000                             |
| Coking                      | 178.000                             |
| Fluid Catalytic Cracker     | 93.000                              |
| Hydrocracker                | 112.000                             |
| Katalytischer Reformer      | 130.000                             |
| Hydrotreating               | 560.000                             |
| Alkylierung                 | 21.000                              |
| Isomerisierung              | 49.000                              |